# Fuerte del Cabo Enderrocat
El fuerte del Cabo Enderrocat es una antigua fortificación situada en el cabo Enderrocat en la costa del término municipal de Llucmajor, Mallorca que disponía de baterías de costa para la defensa de la bahía de Palma de Mallorca.

## Historia
El primer estudio de la construcción de esta fortificación data de 1889 con los objetivos de cruzar fuegos con el Fuerte de San Carlos, al poniente de la bahía de Palma, y cubrir la costa de levante desde el flanco de levante del fuerte de la Torre d'en Pau hasta el cabo Regana.
En 1897, se redactó el proyecto contemplando la expropiación de 19 hectáreas, 75 áreas y 46 centiáreas (por un precio de 3.143,7 pesetas) en la finca de Son Granada. El proyecto sería aprobado por R.O. del 22 de enero de 1898. Precisamente este año, debido a la declaración de guerra con los Estados Unidos de América, el proyecto se convierte en el de una "batería provisional" que deberá contener, de momento, no el armamento previsto, sino 4 C. Bc. 12cc que se encuentran en Palma. Los terrenos de propiedad militar se sumaron a los expropiados para construir un observatorio lateral del fuego de las baterías inmediatas a la costa en el lado izquierdo. En total, 120.000 m² expropiados en la finca Son Granada, más otros 600 m² de habilitación de un camino de acceso. En 1908, se redacta un proyecto para la instalación de 8 obuses en el fuerte. En 1916 se emite un estudio para la instalación de 4 proyectores eléctricos en San Carlos, Torre d'en Pau y Cabo Enderrocat. En Enderrocat no es hasta 1921 cuando surge una O.M. (28 de junio) que ordena la redacción del proyecto, que aparece finalmente cuatro años más tarde.
Por R.O. De 4 de enero de 1927 se aprueba el proyecto de 1925 para instalar dos proyectores eléctricos, uno en el fortín y otro en la batería anexa, denominada de Alfonso XIII, es decir, uno en cada flanco del fuerte. Las obras comenzarán de manera conjunta, en la misma fecha, el 6 de marzo de 1928. El término fue un año después (diciembre) y su entrega al Regimiento Mixto de Artillería en enero de 1930. En 1939 se redacta un presupuesto de "Obras de reparación y ampliación de servicios en el Fuerte de Enderrocat". Gracias a la memoria de este presupuesto, sabemos que en esa fecha ya se ha desartillado la batería de 4 cañones tR 15 cm Munaiz-Argüelles, aprovechándose sus salas de repuestos para alojar (una vez rebajado el piso y abiertos vanos) camiones y un coche ligero.
En 1954, el fuerte cumple funciones de campamento de reclutas. En 1970, es convertida en prisión de suboficiales, manteniendo su guardia dependiente de las fuerzas del RAMIX 91. En el verano de 1996, había todavía guarda militar (muy reducida). Finalmente, fue comprado por una entidad privada para su reacondicionamiento en un hotel de lujo.

## Descripción
Es el mayor de los fuertes mallorquines. Está excavado directamente en el marés, con espesor en las vueltas que varían entre 1 m en los locales auxiliares y 4 m sobre los recambios de municiones y almacenes de pólvora. Un generoso talud de tierra incrementa la protección y facilita el camuflaje, la circulación se realiza exclusivamente por caminos cubiertos a la vista de enemigos, y está tan bien disimulado que prácticamente es imposible distinguirlo desde el mar (a principios del siglo XX los aviones no existían).
Al encontrarse esta batería tan alejada de otros lugares fortificados, prácticamente aislada (el más próximo es el fuerte de la Torre d'en Pau, a 7,5 km), se construyó una serie de defensas contra un hipotético ataque sorpresa por tierra: un foso que rodeaba toda la batería por los lados de tierra (tres de cuatro que forman el recinto), y que estaba flanqueado por cuatro caponeras acasamatades dispuestas para fuego de fusilería. La profundidad del foso en la puerta de entrada (en el frente de garganta) es de 4,20 metros. También se dispusieron hilados en la contraescarpa y una trinchera carlista y emplazamientos para cañones ligeros en la escarpa.
Tiene dos frentes activos (artillados), ambos marítimos. En 1903 el armamento que montaba la batería del frente que defiende junto con el fuerte de la Torre d'en Pau la playa de Palma, era de 4 cañones HE Munaiz-Argüelles de 15 cm situados sobre una cota de 28 m. En su frente izquierdo, el principal, encargado de la defensa de la costa del levante hasta Regana, se compone de 4 obuses HS Ordóñez de 24 cm situados a 35 m sobre el nivel del mar. En 1904 se sustituyen los 4 C.H.E. 15 cm por 4 cañones de 15 cm de tiro rápido Ordóñez L/45 c para lo cual se extraen los anclajes y se adecuan las explanadas.
Todas las piezas disponían de emplazamientos individuales a barbada, y en el interior de las travesías se situaban los recambios de pieza, es decir, los almacenes para la munición de uso inmediato. Para evitar la humedad, estos locales estaban forrados de madera y muy bien ventilados, y para mayor seguridad, iluminados desde los pasillos mediante quinqués a través de tímpanos acristalados. Otras travesías algo mayores servían de alojamiento a prueba de los artilleros, que así podían adornar permanentemente sus piezas.
A retaguardia de los frentes artillados, se situaban los inmensos almacenes necesarios para dar la suficiente autonomía operativa al fuerte y, aún más atrás, la zona de vida y servicios, así como la puerta de entrada, de aspecto monumental, como era costumbre en la época. Justo debajo hay una poterna que permite un acceso discreto al foso. Como el resto del fuerte, y a pesar de encontrarse al frente menos peligroso (la garganta), la puerta también está en desenfilada y se accede mediante una rampa descendente.

## Enlaces
Hotel Cap Rocat . 
- Datos: Q8963011
- Multimedia: Fort del Cap Enderrocat / Q8963011